# Dendrophthora microphylla
Dendrophthora microphylla är en sandelträdsväxtart som beskrevs av Kuijt. Dendrophthora microphylla ingår i släktet Dendrophthora och familjen sandelträdsväxter. Inga underarter finns listade i Catalogue of Life.